# 홍여새
홍여새는 참새목 여새과의 한 종으로, 대한민국에서는 겨울철새이다. 몸은 대체로 갈색이며 배는 황색이다. 꼬리 끝이 붉은 색을 띠며, 머리깃이 있고, 날개에 붉은 무늬와, 검은색과 흰색 무늬가 있다. 황여새와 비슷하다. 붉은꼬리여새 라고도 한다.
몸길이는 18cm이며, 겨울철에는 수십~백여 마리까지 무리지어 생활한다. 전국을 방랑하며 먹이를 찾는데, 나뭇가지나 전깃줄에 앉아 있다가 떼를 지어 날아와 먹이를 먹고 사라진다. 물을 먹기 위해 나뭇가지에서 내려와 땅에서 뛰어다니기도 한다. 날개를 빠르게 움직이면서 날며, 한 마리가 날아오르면 모두 함께 날아오른다. 침엽수림, 참나무와 향나무가 있는 공원의 활엽수림 등에서 관찰된다.